# 인바르 라비
인바르 라비(히브리어: ענבר לביא Inbar Lavi, 1986년 10월 27일 ~ )는 이스라엘의 배우이다.